# Miroslav Pišťák
Miroslav Pišťák (* 6. června 1939 Prostějov) je český politik, od listopadu 2010 do září 2015 starosta/primátor města Prostějova. V letech 1998 až 2010 byl místostarostou města, členem ČSSD.

## Život
Vyučil se univerzálním soustružníkem, poté si dodělal maturitu na střední ekonomické škole.
Do roku 1970 působil jako soustružník, zámečník a výrobní dispečer v Agrostroji Prostějov. Po roce 1970 pracoval jako kamenolamač, dělník hrazení bystřin, manipulační dělník a vedoucí expedice. Po roce 1989 byl vedoucím ústavu sociální péče, pracovníkem Okresního úřadu a vedoucím provozovny.
Miroslav Pišťák je ženatý, má jednoho syna. Žije v Prostějově.

## Politické působení
V letech 1960 až 1970 byl členem KSČ, v letech 1965 až 1969 i členem Lidových milicí. Účastnil se mimořádného Vysočanského sjezdu KSČ v roce 1968, který se konal krátce po invazi vojsk Varšavské smlouvy do Československa. V roce 1969 byl dva měsíce předsedou Celozávodního výboru KSČ v Agrostroji Prostějov. V roce 1970 byl vyloučen z KSČ.
V komunálních volbách v roce 1994 byl za ČSSD zvolen zastupitelem města Prostějova (kandidátka nesla označení "Sdružení ČSSD, NK"), od roku 1995 pracoval jako uvolněný předseda kontrolní komise. Ve volbách v roce 1998 obhájil post zastupitele města už na samostatné kandidátce ČSSD a stal se místostarostou města (v gesci měl hospodaření města). Další obhajoby funkcí zastupitele a místostarosty přišly ve volbách v roce 2002 a volbách v roce 2006 (to již jako lídr kandidátky).
V komunálních volbách v roce 2010 byl již po páté zvolen zastupitelem města Prostějova, když opět vedl kandidátku ČSSD. Strana volby ve městě zřetelně vyhrála (34,44 % hlasů; 14 mandátů) a Miroslav Pišťák byl dne 4. listopadu 2010 zvolen starostou Prostějova. V březnu 2012 se Prostějov stal statutárním městem a funkce starosty se změnila na funkci primátora. V říjnu téhož roku se objevily spekulace o jeho případném odstoupení, ty se ale nakonec nepotvrdily.
Naopak v komunálních volbách v roce 2014 opět vedl kandidátku ČSSD a již po šesté byl zvolen zastupitelem města. Strana volby ve městě také tentokrát vyhrála (25,51 % hlasů, 10 mandátů), vytvořila koalici se třetím hnutím Pévéčko a čtvrtou KSČM a dne 3. listopadu 2014 byl Miroslav Pišťák zvolen primátorem statutárního města Prostějova pro druhé funkční období.

### Rezignace na funkci primátora
Dne 13. září 2015 Pišťák na funkci primátora rezignoval, rezignace byla na prostějovský magistrát doručena o den později. Mladá fronta DNES uvedla, že Pišťák a náměstek olomouckého hejtmana Alois Mačák dostávali statisícové dary od firem v celkové hodnotě 1,6 milionu korun. Oba politici odmítli podezření ze střetu zájmů nebo korupce. Pišťák uvedl, že peníze využil na podporu své volební kampaně. Vedení ČSSD se však od darů distancovalo s tím, že kampaně jsou financovány výhradně přes schválené účty strany.
V komunálních volbách v roce 2022 opět kandidoval za ČSSD do Zastupitelstva města Prostějov, ale neuspěl (strana se do zastupitelstva vůbec nedostala).

### Kauza s falešným knězem
Dne 6. září 2017 za Miroslavem Pišťákem přišel falešný kněz s údajným úmyslem předat mu vyznamenání za celoživotní přínos Prostějovu. Jak se později ukázalo, celá akce byla několik měsíců plánovaná, cílem bylo udělat si legraci z ex-primátora. Namísto avizovaného odznaku řádu Svatého Kláruse z Marmoutier byl Miroslavu Pišťákovi předán pamětní odznak Lidových milicí. Počin obou mladíků (aktivisty Jakuba Čecha a jeho známého Štěpána Klose) byl jednohlasně odsouzen prostějovskými politiky, nejhlasitěji však Pavlem Smetanou a Petrem Sokolem.[zdroj?] Kauza neměla žádnou právní dohru pro ani jednoho z mladíků.